# (7199) Brianza
(7199) Brianza (1994 FR) – planetoida z grupy pasa głównego asteroid okrążająca Słońce w ciągu 4,91 lat w średniej odległości 2,89 j.a. Odkryta 28 marca 1994 roku.